# (73364) 2002 KX6
(73364) 2002 KX6 – planetoida z pasa głównego asteroid okrążająca Słońce w ciągu 5,49 lat w średniej odległości 3,11 j.a. Odkryta 27 maja 2002 roku.